# Irrumació

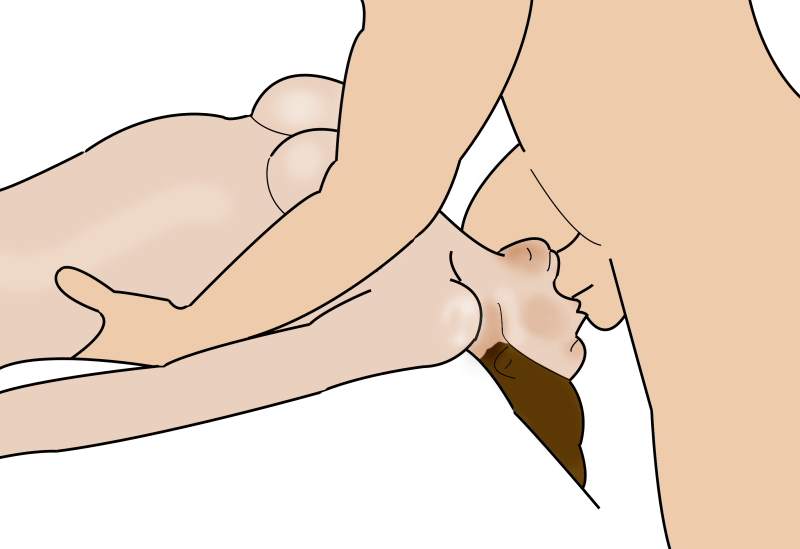
Il·lustració d'una irrumació.

La irrumació és un tipus de sexe oral en el qual l'home empeny el seu penis en la boca d'algú, a diferència de la fel·lació, en què el penis és oralment excitat de manera activa per qui realitza la fel·lació. La diferència majorment està en la part activa. Per extensió, «irrumació» també pot referir-se a la tècnica d'empènyer el penis entre les cuixes de l'altra persona (sexe intercrural).
«La terminologia eròtica del llatí distingeix dos actes: primer, la “fel·lació”, on el penis de l'home és excitat oralment per qui la realitza; segon, la “irrumació”, on l'home mou els malucs al ritme que desitgi».
En el vocabulari sexual de l'Antiga Roma, la irrumatio és considerada una forma de violació oral (us impurum), en la qual l'home força el penis en la boca d'algú.

## Etimologia i història
El mot català «irrumació» ve del llatí irrumare, que significa «forçar el sexe oral».
Encara hi ha algunes contradiccions entre els lingüistes que no han estat resoltes, «irrŭmātio» pot tenir relació amb la paraula llatina «rūmen, rūminis». Uns altres la relacionen amb «rūma» o «rūmis», una paraula en desús per a «mugró», per la qual cosa significaria alguna cosa així com «donar llet» o «donar mamar».
Un altre sinònim d'«irrumació» és «violació egípcia» o simplement «egipci»; això és així perquè en l'època de les Croades, els mamelucs solien obligar els seus presos cristians a realitzar aquesta acció. 